# 요술소녀
《요술소녀》(妖術少女)는 일본의 TV 애니메이션 시리즈로 1993년 제작되었다. 총 51화로 이루어져 있으며, 원제는 《미라클 걸즈 ミラクルガ-ルズ : Miracle Girls》이다. 원작은 아키모토 나미(秋元奈美)가 제작했다. 대한민국에서는 문화방송에서 1994년 4월 25일부터 10월 14일까지 방영하였다.

## 등장인물
마츠나가 토모미 (松永ともみ)
성우:후지에다 나리코
1977년 3월 24일생. 30초 빨리 태어난 쌍둥이의 언니. 대범하고 의젓한 타입이지만 스포츠로 눈에 띄고 있으므로 모두의 주목을 끌기 쉽다. 다만 공부는 조금 서투른 편. 캐쥬얼 복장을 좋아한다.
마츠나가 미카게 (松永みかげ)
성우:나가이 노리코
1977년 3월 24일생. 토모미의 쌍둥이 여동생. 확실한 언니 덕분에 조금 제멋대로 되어 버린 것 같다. 공부는 항상 학년 톱의 성적이지만, 이상한 실험을 해 자주 대폭발을 일으킨다. 운동이 매우 골칫거리. 희로 애락이 격렬하다. 핑크 하우스풍의 복장을 좋아한다.
노다 유야 (野田侑也)
성우:야마구치 캇페이
1975년 12월 17일생. 중학 때에 알게 되자마자 토모미와 사이가 좋아진 스포츠 소년. 토모미에게의 호의를 꽤 솔직하게 표현할 수 없지만, 그녀의 위기에는 텔레파시와 같은 것을 느껴 달려 들어 온다.
쿠라시게 히데아키 (倉茂秀明)
성우:시오자와 카네토
1975년 6월 22일생. 중학때부터만 미카게의 동경의 선배. 육상부와 화학부에 소속하는 수재. 장래는 외교관이 된다고 하는 꿈 때문에, 런던에 유학.
카게우라 신이치로 (影浦進一郎)
성우:야마구치 켄
R대부속 고교 교사로이자 토모미와 미카게의 담임 교사. 단 괴짜로, 초능력 연구로 유명하게 되려고 마츠나가 자매를 노린다(후에는 화해한다).
야마기시 코헤이 (山岸耕平)
성우:토비타 노부오
애니메이션판 오리지널 캐릭터로 노다의 친구. 토모미를 짝사랑 하였지만 후에 다이죠지 루미코와 사귄다.
다이죠지 루미코 (大乗寺ルミ子)
성우:사쿠마 레이
마츠나가 미카게와는 클래스메이트로, 미카게를 라이벌시 하고 있다. 안경을 벗으면 개그물 머리카락을 풀면 마리에(아래와 같이 참조)와 똑같다. 후에 야마기시 코헤이와 연인이 된다.
엠마 윈스턴 (エマ・ウィンストン)
성우:沖本富美代→토우마 유미
〈빛의 쌍둥이〉전설이 있는 디아마스 공국의 왕녀였지만 18년전에 나라를 나온다. 본명 〈에마이유·밀그레인·디아마스〉. 동생.
마리에 (マリエ)
성우:沖本美智代→야마자키 와카나
디아마스 공국의 왕녀. 에마와는 쌍둥이. 아버지인 국왕과 병으로 쓰러진 때문에 제멋대로 자란다. 그 때문에 에마에 대해서 확집을 가지고 있어 쿠라시게를 미카게로부터 빼앗으려고 했다. 본명 〈마리에·밀그레인·디아마스〉. 언니.
미스터X (ミスターX)
성우:와카모토 노리오
수수께끼의 남자.디아마스 공국의 탈취(대공의 암살)를 꾀한다. 최종적인 목적은 세계 정복으로, 그 때문에 초능력자를 유괴했다.
타카무라 마사키 (高村マサキ)
성우:호리카와 료
마츠나가 자매에게 다가가려고 하는, 초능력자 소년.
更科理沙
성우:나라하시 미키
※쌍둥이의 이야기를 기념하여, 쌍둥이인 오키모토 후미대·미치요(Dio)를 기용했지만, 오키모토 자매는 본업인 무대 〈피터팬〉출연 때문에, 도중 교대했다. 또, 주역 후지에다·나가이는 역할과 같이 당시 고교생이었다.

## 서브 타이틀 일람
| 화수 | 서브 타이틀                                                                | 각본                   | 연출                  | 콘티                  | 작화 감독         |
| ---- | -------------------------------------------------------------------------- | ---------------------- | --------------------- | --------------------- | ----------------- |
| 1    | 흐림 후 미카게 (曇りのちみかげ) (이별의 아픔)                              | 코바야시 히로토시      | 안노 타카시           | 코바야시 츠네오       | 오오타케 마사에   |
| 2    | 비와 두근두근 하이잭 (雨ときどきハイジャック) (뒤바뀐 편지)                | 코바야시 히로토시      | 다이치 아키타로       | 다이치 아키타로       | 畑良子            |
| 3    | 풍향은 런던 (風向きはロンドン) (내마음은 런던으로)                         | 코바야시 히로토시      | 佐々木和宏            | 佐々木和宏            | 海谷敏久          |
| 4    | 바겐 태풍 (バーゲンタイフーン) (빨간 원피스)                               | 石塚智子               | 오오하타 키요타카     | 니시무라 히로유키     | 畑良子            |
| 5    | 미카게 일시와 토모미 (みかげ一時ともみ) (일요일에 생긴 일)                 | 마루오 미호            | 코바야시 츠네오       | 코바야시 츠네오       | 生野裕子          |
| 6    | 에스퍼 날씨 (エスパーびより) (천광석의 비밀)                               | 코바야시 히로토시      | 木村哲                | 木村哲                | 오오타케 마사에   |
| 7    | 예지지수?%(어라라 퍼센트) (予知指数?%(アレレパーセント)(시험문제 알아내기) | 静谷伊佐夫             | 오오하타 키요타카     | 타카야나기 테츠시     | 畑良子 平岡正幸   |
| 8    | 곳에 따라 눈물 (ところにより 涙) (텔레파시로 나눈 우정)                    | 와구리 타카시          | 佐々木和宏            | 佐々木和宏            | 海谷敏久          |
| 9    | 롯지의 속의 설남 (ロッジの中の雪嵐) (눈보라 속의 산장)                     | 코바야시 히로토시      | 川島宏                | 니시무라 히로유키     | 荻窪太郎          |
| 10   | 산사태 경보 발령 (なだれ警報発令) (눈사태 속의 기적)                       | 코바야시 히로토시      | 코바야시 츠네오       | 코바야시 츠네오       | 生野裕子          |
| 11   | 시간의 흐름의 주의보 (時の流れの注意報)                                    | 마루오 미호            | 木村哲                | 木村哲                | 오오타케 마사에   |
| 12   | 토모미의 가슴에 회오리 바람 (ともみの胸のつむじ風) (회오리바람)            | 石塚智子               | 川田武範              | 사토 타쿠야           | 후지타 마리코     |
| 13   | 의문의 이동성연 기압 (謎の移動性恋気圧) (뒤바뀐 쌍둥이)                    | 와구리 타카시          | 오오하타 키요타카     | 오오하타 키요타카     | 畑良子 平岡正幸   |
| 14   | 꼬마 태풍 접근중 (マメ台風接近中) (초능력을 가진 꼬마)                     | 마루오 미호            | 토모부키 아미         | 佐々木和宏            | 杉山東夜美        |
| 15   | 벚꽃 전선 이상 있음 (桜前線異状あり) (혜리가 둘이다!)                      | 静谷伊佐夫             | 川島宏                | 川島宏                | 荻窪太郎          |
| 16   | 춘풍특급 (春風特急) (마라토너의 꿈)                                        | 코바야시 히로토시      | 사토 타쿠야           | 사토 타쿠야           | 오오타케 마사에   |
| 17   | 추억 기류 (思い出気流) (과거로의 여행)                                     | 石塚智子               | 佐々木和宏            | 佐々木和宏            | 生野裕子 畑良子   |
| 18   | 월야의 유니콘 (月夜のユニコーン) (꿈속의 유니콘)                           | 코바야시 히로토시      | 浅見隆司              | 浅見隆司              | 후지타 마리코     |
| 19   | 안개를 부르는 소리 (霧に呼ぶ声) (공룡이 가르쳐준 우정)                     | 코바야시 히로토시      | 牛草健                | 니시무라 쥰지         | 畑良子            |
| 20   | 을녀심은 허리케인 (乙女心はハリケーン) (폭풍속의 고백)                     | 마루오 미호            | 토모부키 아미         | 코바야시 츠네오       | 杉山東夜美        |
| 21   | 남남서로 진로를 선택 (南々西に進路を取れ) (영채야,고마워!)                 | 静谷伊佐夫             | 川島宏                | 横田和                | 坂元大二郎        |
| 22   | 첫사랑은 신기루?! (初恋は蜃気楼?!) (추억의 스카프)                         | 와타나베 마미          | 오오하타 키요타카     | 오오하타 키요타카     | 平岡正幸          |
| 23   | 비밀이 드러나?! (秘密がバレちゃった?!) (이상한 나라의 혜리)                | 코바야시 히로토시      | 木村哲                | 木村哲                | 오오타케 마사에   |
| 24   | 엣? 선배에게 애인이? (えっ?先輩に恋人?) (오해)                             | 마루오 미호            | 竹村健治              | 코바야시 츠네오       | 杉山東夜美        |
| 25   | 이상한 소나기 (フシギな通り雨) (비를 뿌리는 마법사)                        | 와타나베 마미          | 栗本宏志              | 佐々木和宏            | 후지타 마리코     |
| 26   | 저, 전학갑니다 (私、転校します) (전학 가기 싫어!)                          | 石塚智子               | 牛草健                | 牛草健                | 畑良子            |
| 27   | 야구로 미라클 (野球でミラクル) (꼬마구단 파이팅!)                          | 静谷伊佐夫             | 토모부키 아미         | 토모부키 아미         | 杉山東夜美        |
| 28   | 여자의 싸움!! 나의 승리야 (女の闘い!!私の勝ちよ) (대결! 진혜리 대 조선영)  | 마루오 미호            | 滑川悟                | 滑川悟                | 君塚勝教          |
| 29   | 유령은 좋아해? (ユーレイはお好き?) (유령의 청혼)                           | 아사쿠라 치후데        | 木村哲                | 木村哲                | 오오타케 마사에   |
| 30   | 기적은 둘이서(奇跡はふたりで) (방정식 선생님의 고민)                       | 와타나베 마미          | 코바야시 츠네오       | 토키타 히로코         | 生野裕子          |
| 31   | 별산호의 밤 (星サンゴの夜) (요술소년 나타나다)                             | 静谷伊佐夫             | 다이치 아키타로       | 다이치 아키타로       | 畑良子            |
| 32   | 미라클 섬머 (ミラクルサマー) (요술소년의 속셈)                             | 와타나베 마미/石塚智子 | 浅田裕二              | 浅田裕二              | 후지타 마리코     |
| 33   | 사이좋은 로스트 러브?! (仲良くロストラブ?!) (맨처음 고백)                  | 中弘子                 | 토모부키 아미         | 토모부키 아미         | 杉山東夜美        |
| 34   | 둘러싼 구상 (めぐる想い) (털스웨터에 담긴 마음)                            | 와타나베 마미          | 무토 유지             | 오오하타 키요타카     | 畑良子            |
| 35   | 수수께끼의 전학생 (謎の転校生) (최수창!전학오다)                           | 카와사키 히로유키      | 쿠로다 마사노리       | 니시무라 히로유키     | 오오타케 마사에   |
| 36   | 위험한 저 녀석 (危険なあいつ) (위험한 초능력자)                            | 코바야시 히로토시      | 코바야시 츠네오       | 코바야시 츠네오       | 生野裕子          |
| 37   | 거짓의 귀공자 (いつわりの貴公子) (한 여름밤의 꿈)                          | 中弘子/와타나베 마미   | 다이치 아키타로       | 다이치 아키타로       | 畑良子            |
| 38   | 너를 지킨다! (君を守る!) (꽃을 피우는 마음)                                | 카와사키 히로유키      | 栗本ひろゆき          | 栗本ひろゆき          | 후지타 마리코     |
| 39   | 쌍둥이 해소?! (ふたご解消?!) (티셔츠 때문에?)                              | 中弘子                 | 토모부키 아미         | 토모부키 아미         | 杉山東夜美        |
| 40   | 야마기시 달려! (山岸疾る(はしる)!) (달려!안지선)                           | 静谷伊佐夫             | 木村哲                | 木村哲                | 오오타케 마사에   |
| 41   | 머나먼 약속 (遠い約束) (멀고 먼 약속)                                      | 와타나베 마미          | 무토 유지\|武藤裕治]] | 무토 유지\|武藤裕治]] | 畑良子            |
| 42   | 토모미 화내다! (ともみ怒る!) (진유리 화나다!)                              | 中弘子                 | 奥平健一              | 奥平健一              | 生野裕子 海谷敏久 |
| 43   | 영화는 축제다, 인생이다! (映画は祭りだ, 人生だ!)                           | 토키타 히로코          | 浅田裕二              | 浅田裕二              | 후지타 마리코     |
| 44   | 파파의 연인? (パパの恋人?) (아빠의 휴가)                                   | 타카야시키 히데오      | 다이치 아키타로       | 다이치 아키타로       | 畑良子            |
| 45   | 아내, 돌아가다?! (妻, 帰る?!) (방정식 선생님의 사랑)                       | 와타나베 마미          | 토모부키 아미         | 토모부키 아미         | 杉山東夜美        |
| 46   | 마음을 잇는 에어 메일 (心をつなぐエアメール) (꼬마의 편지)                 | 木村哲                 | 木村哲                | 木村哲                | 오오타케 마사에   |
| 47   | 상처투성이의 천사 (傷だらけの天使) (감독님,힘내세요!)                      | 愛知拳                 | 무토 유지             | 무토 유지             | 畑良子            |
| 48   | 운명의 재회 (運命の再会) (운명의 만남)                                     | 와타나베 마미          | 코바야시 츠네오       | 코바야시 츠네오       | 生野裕子          |
| 49   | 안녕 선배 (さよなら 先輩) (안녕!정수 오빠)                                 | 와타나베 마미          | 栗本ひろゆき          | 栗本ひろゆき          | 후지타 마리코     |
| 50   | 2명의 여왕 (二人の王女) (디아미스의 반란)                                  | 와타나베 마미          | 다이치 아키타로       | 다이치 아키타로       | 畑良子            |
| 51   | 기적을 믿어 (奇跡を信じて) (쌍둥이들의 기적)                               | 와타나베 마미          | 木村哲                | 木村哲                | 오오타케 마사에   |

- 전반 17화까지(안노 타카시씨가 감독하고 있었던 시기)는 기상(일기 예보)에 관한 용어가 부제에 이용되고 있었다.
- 제18화·19화의 첫 회 방송에서는, 방송국 일본 TV의 기획에 의한〈나카요시를 찾아라(なかよしをさがせ)〉가 있어, 본편의 화면에 1이나 곳에 잡지〈나카요시(なかよし)〉표지가 합성되었다.